# Igino Robbiani
Igino Robbiani   (Soresina, 18 d'abril de 1884 - Milà, 24 de juny de 1966) fou un compositor italià. Malgrat llicenciar-se en Dret, al deixar la Universitat es dedicà exclusivament a la música, estudiant en el Conservatori de Milà. Durant dos anys va dirigir la "Editorial Carisch", passant després a ser conseller delegat. Va compondre cinc òperes, escrites en la línia tradicional italiana, la més coneguda és Anna Karènina (Milà, 1924), i altres obres simfòniques diverses.